# 三斑鈍雀鯛
三斑鈍雀鯛（学名：Amblypomacentrus tricincta），又名三帶金翅雀鯛、厚殼仔，为辐鳍鱼纲雀鯛科鈍雀鯛屬下的一种，該物種棲息於西太平洋區，從印尼至美屬薩摩亞，北至琉球群島，南至澳洲雪梨與新喀里多尼亞海域，深度10至90公尺，體長可達6公分，棲息在礁岩裸露的沙底質海床，通常獨居，以浮游生物為食，可做為觀賞魚。